# Atropacarus (Hoplophorella) stilifer
Atropacarus (Hoplophorella) stilifer is een mijtensoort uit de familie van de Phthiracaridae. De wetenschappelijke naam van de soort werd voor het eerst geldig gepubliceerd in 1961 door Hammer.